# Antonov An-2
Antonov An-2, förkortat An-2 (ryskaː Антонов Ан-2. NATO-rapporteringsnamnː Colt) är världens största enmotoriga biplan. Flygplanet var ursprungligen skapat av den sovjetiska (nu ukrainska) flygplanstillverkaren Antonov. Tillverkningen startade 1948 och har sedan dess tillverkats i cirka 18 000 exemplar, av tillverkaren själv samt på licens. Tillverkningen skedde i Kiev, dåvarande Ukrainska SSR med cirka 5 000 plan, i dåvarande Folkrepubliken Polen med cirka 12 000 plan samt i Folkrepubliken Kina med cirka 1 500 st, dock under namnet Harbin Y-5 och Fongshou. Flygplanet kan förses med skidor eller flottörer, vilka har ungefär samma längd som flygplanskroppen. Den senare versionen Antonov An-3 har försetts med turbopropmotor. Planet är mycket robust och fältmässigt och har därför ofta använts som  bushflygplan. Flygplanet har STOL-egenskaper (Short Take-Off and Landing), med vilket förstås att det kan starta och landa på mindre än 1 000 fot, cirka 300 meter. Flygplanet rymmer två piloter, men flygs vanligtvis av endast en pilot. Kabinen rymmer upp till 10 passagerare.  

## An-2 i Sverige
Två gånger har sovjetiska medborgare flytt till Gotland i plan av typen An-2, den 27 maj 1983, flydde en pilot vid namn Vanags från Riga och på dagen fyra år senare, den 27 maj 1987 flydde Roman Svistonov från Saldus i Lettland.
Efter den första flykten hölls planen tankade med begränsad mängd bränsle och Svistonov tvingades nödlanda i vattnet utanför Östergarnsholmen

## Bilder

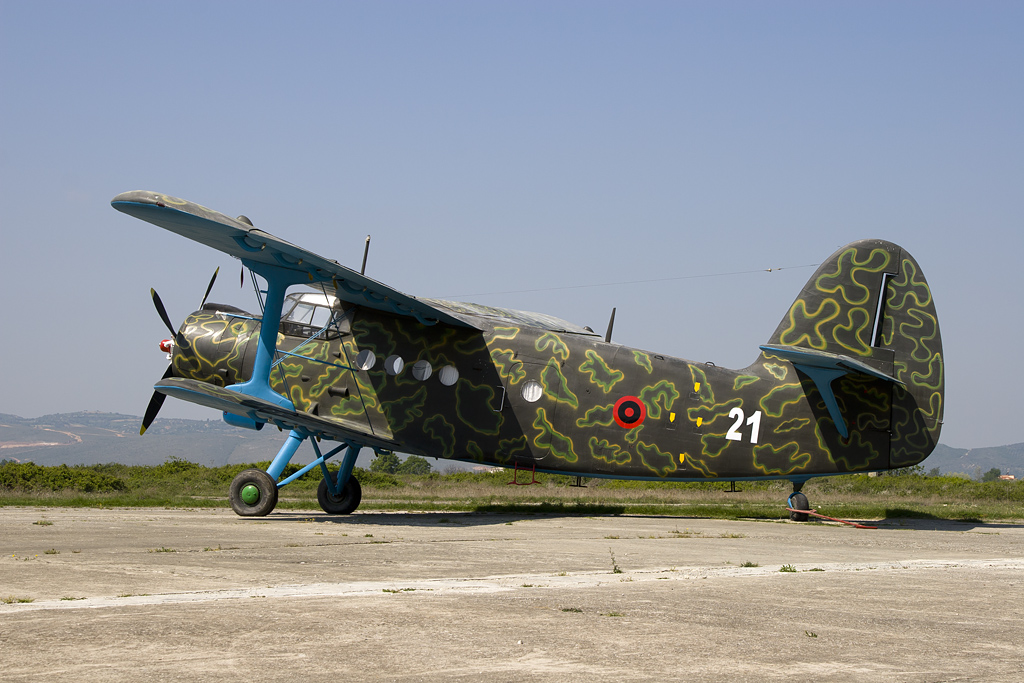
Albansk An-2.
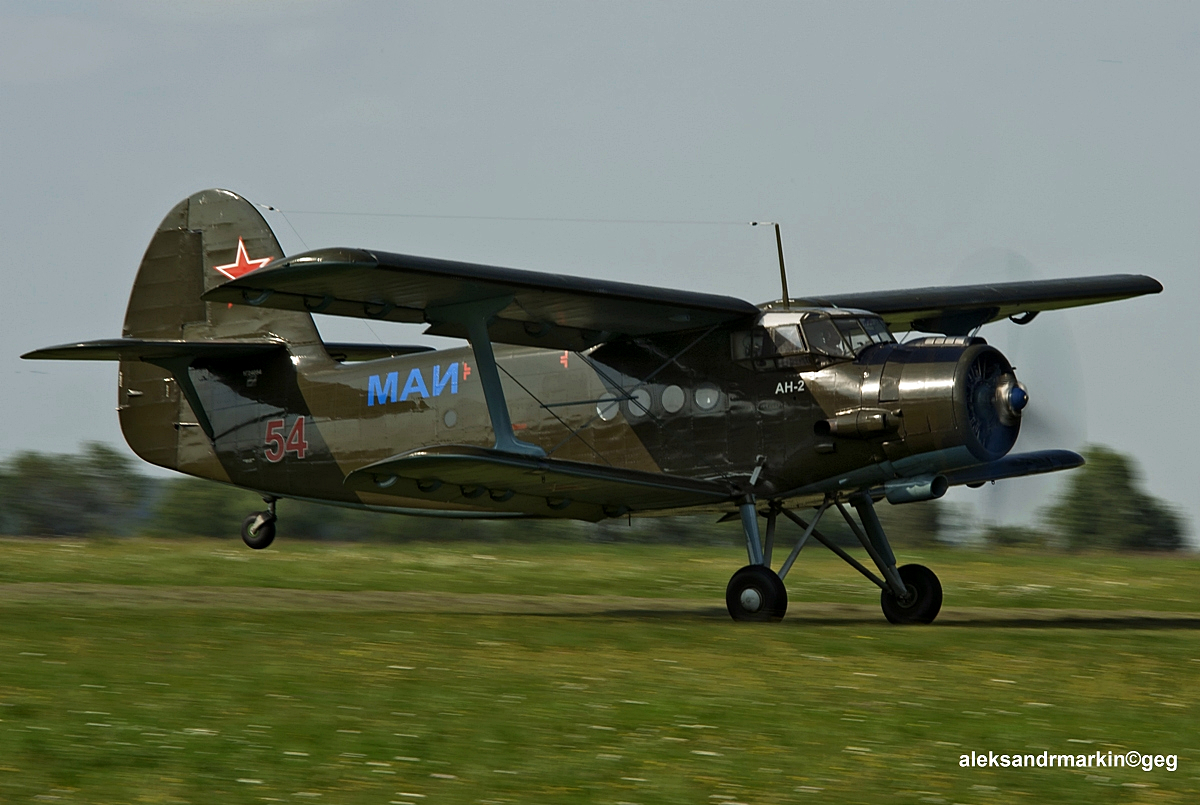
Rysk An-2.
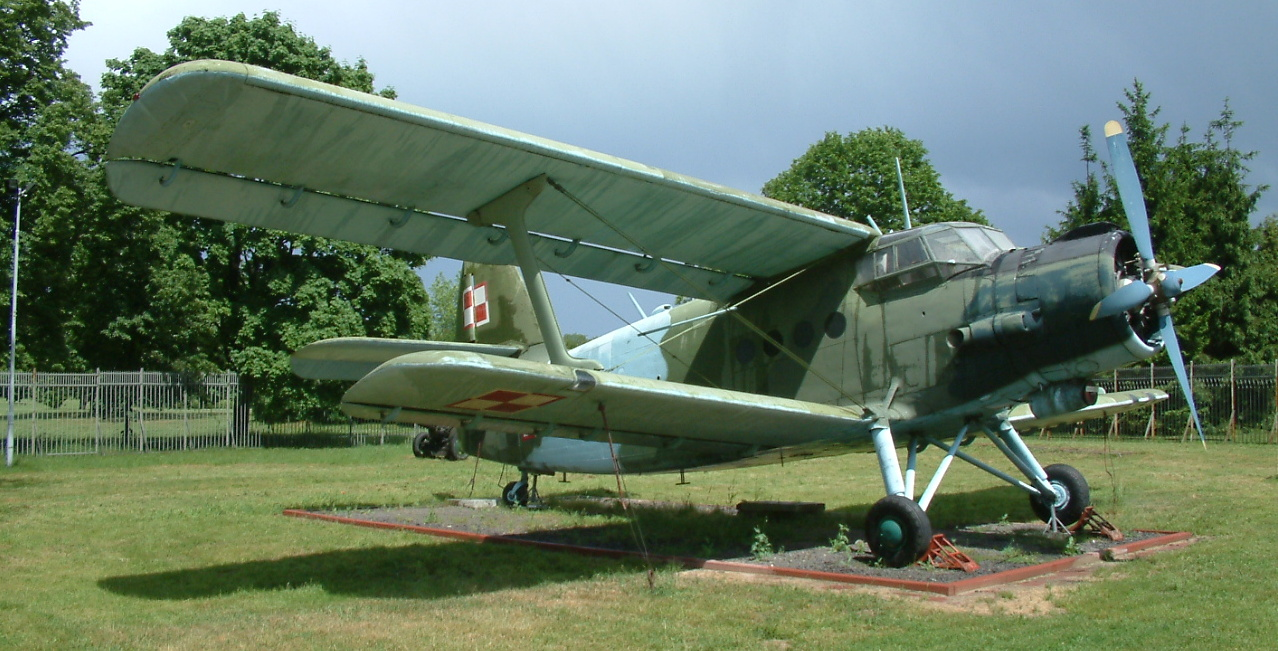
Polsk An-2.
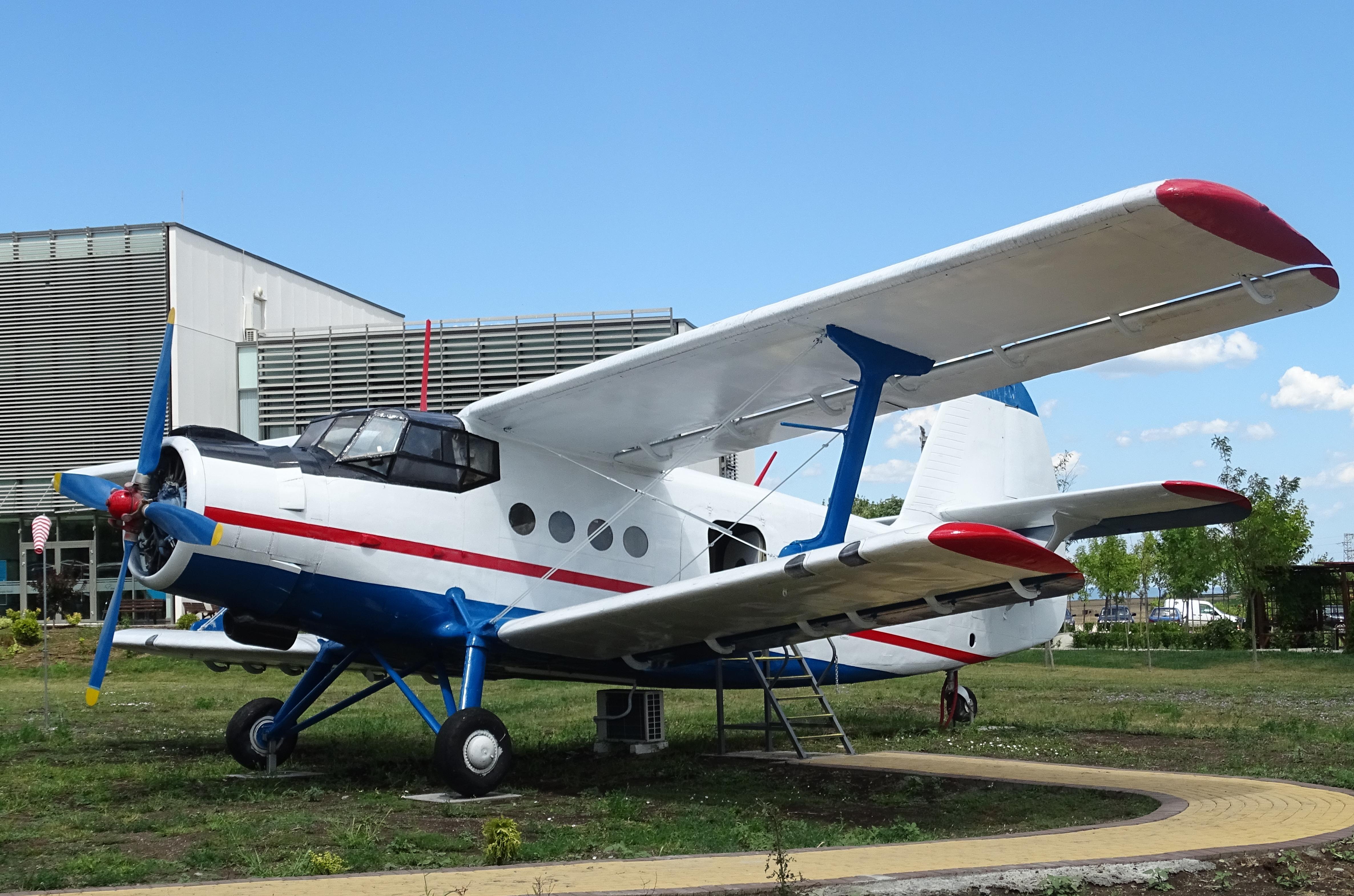
Bulgarisk An-2.
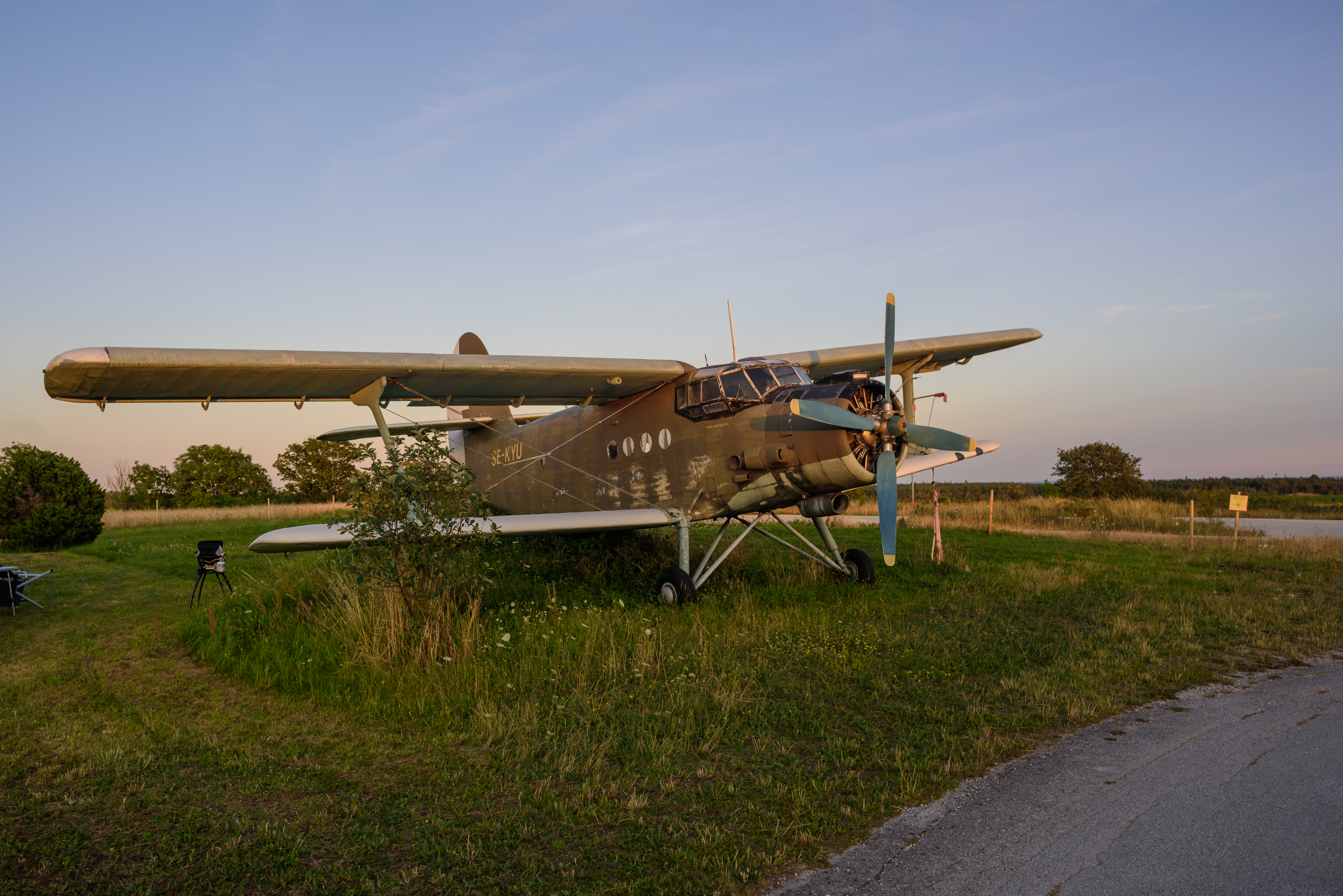
En An-2 vid Bunge flygfält, juli 2019.
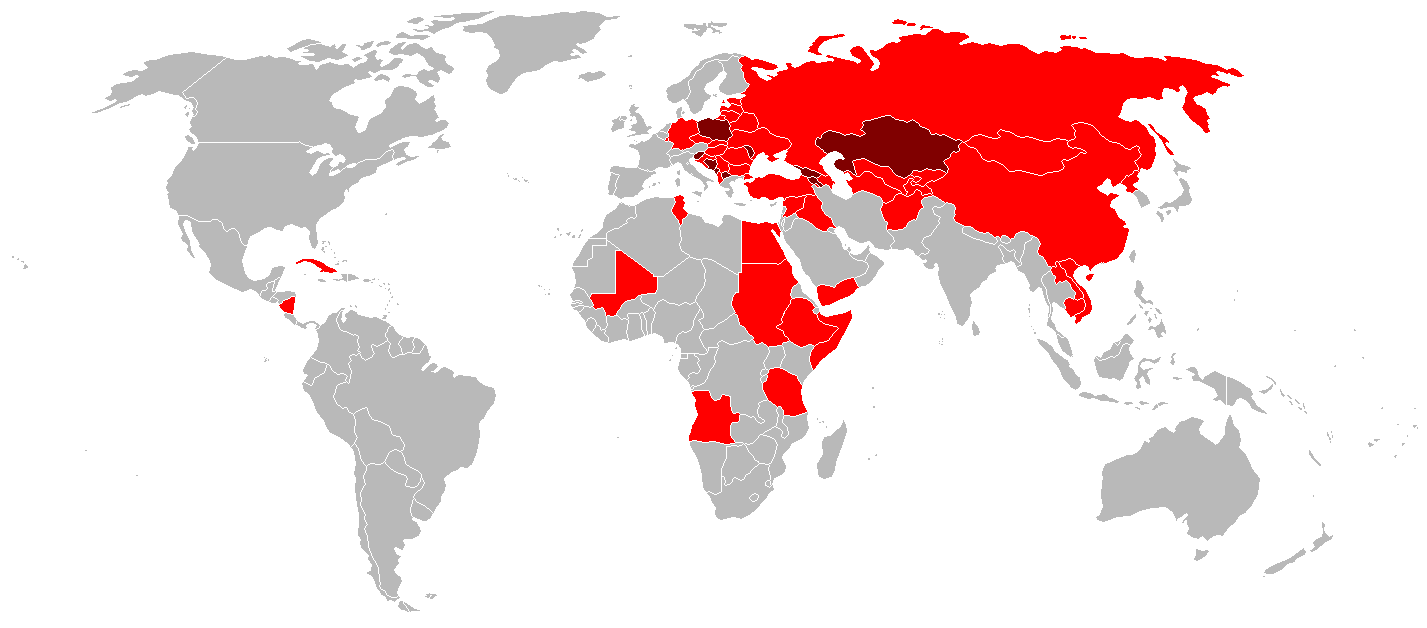
Karta över länder som har eller haft An-2 i tjänst.
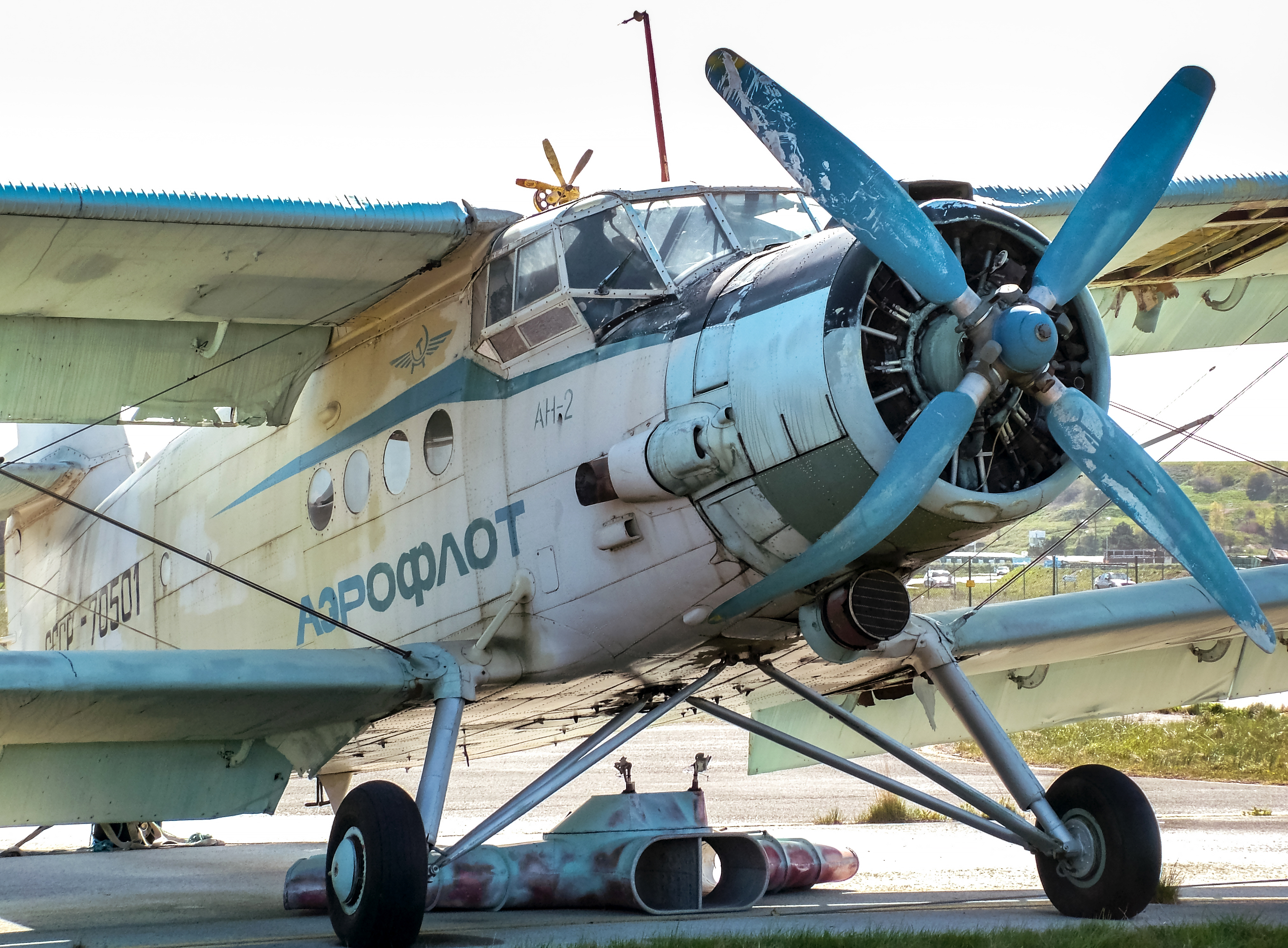
Antonov An-2 landat på Gotland 1987.